# Bill Aston
William "Bill" Aston (ur. 29 marca 1900, Hopton, Staffordshire, zm. 4 marca 1974, Lingfield, Surrey) − brytyjski kierowca wyścigowy.

## Kariera

### Sezon 1952
Był nominowany do występu w zaledwie trzech wyścigach Formuły 1, które miały miejsce w sezonie 1952 w barwach zespołu Aston Butterworth. Wystartował zaś tylko w jednym wyścigu, którym był wyścig o Grand Prix Niemiec 1952, jednak zakończył go już na 2 okrążeniu z powodu problemów z ciśnieniem oleju. Kwalifikował się także do wyścigów o Grand Prix Wielkiej Brytanii 1952 w którym ostatecznie nie wystartował, oraz o Grand Prix Włoch 1952, w którym nie został dopuszczony do startu ze względu na słaby wynik w kwalifikacjach.